# سر تشقا عليا
سر تشقا عليا هي قرية في مقاطعة سميرم، إيران. عدد سكان هذه القرية هو 44 في سنة 2006.